# Волковцы (Теофипольский район)
Волковцы (укр. Вовківці) — село в Теофипольском районе Хмельницкой области Украины.
Население по переписи 2001 года составляло 135 человек. Почтовый индекс — 30610. Телефонный код — 3844. Занимает площадь 0,8 км². Код КОАТУУ — 6824786503.

## Местный совет
30610, Хмельницкая обл., Теофипольский р-н, с. Човгузов, ул. Ленина, 13, тел. 9-94-23; 9-95-47